# Museo di arte contemporanea di Monterrey
Il museo di arte contemporanea di Monterrey, abbreviato in MARCO, è un museo di arte contemporanea situato a Monterrey, nello stato di Nuevo León, in Messico.
Il museo organizza mostre con artisti contemporanei regionali e internazionali. Il museo si trova nel centro di Monterrey, adiacente a Macroplaza.